# Кроуз Нест (Индијана)
Кроуз Нест (енгл. Crows Nest) град је у америчкој савезној држави Индијана.

## Демографија
По попису из 2010. године број становника је 73, што је 23 (-24,0%) становника мање него 2000. године.
| Група             | 2000.       | 2010.      |
| Белци             | 96 (100,0%) | 70 (95,9%) |
| Афроамериканци    | 0 (0,0%)    | 2 (2,7%)   |
| Азијати           | 0 (0,0%)    | 0 (0,0%)   |
| Хиспаноамериканци | 0 (0,0%)    | 1 (1,4%)   |
| Укупно            | 96          | 73         |